# 掛川市立第一小学校
掛川市立第一小学校（かけがわしりつ だいいちしょうがっこう）は、静岡県掛川市にある公立小学校。市内の小学校では最も早く設立され、150年の歴史を有する。「掛一小」と呼ばれることが多い。

## 周辺地区
小学校からは掛川城を間近で臨め、周辺には掛川市二の丸美術館、掛川市立中央図書館、掛川市消防本部、JR東海・天竜浜名湖鉄道掛川駅、駅前商店街がある。掛川駅と駅前商店街以外は、すべて学校から200メートル以内の距離にある。

## 通学区
通学区は掛川駅を中心とした掛川市中心部であり、旧掛川町の東部と南郷地区、杉谷などとなっている。以前は旧掛川町の西部なども通学区となっていたが、1964年に掛川市立中央小学校が設立されたことで通学区が狭くなっている。
なお、西山口小学校、上内田小学校とともに東中学校の学区でもある。

## 校章
掛川市の花である桔梗をモチーフに、中央に「小」の字を組み込んでいる。

## 歴史
- 1873年（明治6年）4月11日 ‐ 第2大学区第13番中学区自第1番至第9番小学区の掛川学校として開校する。
- 1925年（大正14年）野球部　第6回全国少年野球優勝大会 - B組尋常科の部で全国優勝。1-0 京都郁文　宝塚運動場
- 1928年（昭和3年）野球部　第9回全国少年野球優勝大会 - A組高等科の部で全国優勝。1-0 姫路船場　京都緑ヶ丘球場

## 著名な出身者
- わかないづみ（シンガーソングライター）[1]
- 水島総（日本文化チャンネル桜社長、小学5年次まで在籍[2]）
- 桜井寅二（野球選手、愛知県中京商業～慶応義塾大学～愛知産業～東映二軍監督）
- 中山武（元プロ野球選手、愛知県享栄商業～巨人軍～日本軽金属～清水東高校監督〜解説者）
- 稲葉誠治（野球選手、愛知県岡崎中学～慶応義塾大学～愛知産業～慶応義塾大学監督～日本通運浦和監督）旧姓高塚
- 山崎諭（野球選手、掛川中学～旧制山形高校～東京大学）
- 荒川宗一（元プロ野球選手、掛川中学～早稲田大学～大昭和製紙～高橋ユニオンズ）